# Paul Arène
Paul-Auguste Arène (Sisteron, 26 giugno 1843 – Antibes, 17 dicembre 1896) è stato un poeta e scrittore francese.

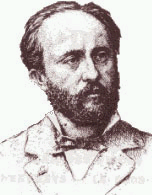
Paul Arène

Fu insegnante ai licei di Marsiglia prima, di Vannes poi. Un breve testo teatrale recitato con successo all'Odéon, Pierrot héritier, lo spinse a lasciare, nel 1865, l'università per il giornalismo. Aveva 23 anni. Cominciò a collaborare a Le Figaro littéraire e compose i suoi primi versi provenzali che apparvero nell'Almanach avignonnais di Joseph Roumanille.
Il soggetto di tutti i suoi testi teatrali provenzali è tratto da pualche particolarità di costume o di paesaggi della contrada di Sisteron: Fontfrediero, Lis Estello negro, Raubatori.
In lingua francese, Paul Arène pubblicò il suo Parnassiculet, che gli valse vive inimicizie. Gli autori del Parnasse vi venivano definiti «Turchi attardati che hanno dimenticato, o che forse ignorano affatto, che il carnevale romantico è chiuso da trent'anni». Come ha rivelato Octave Mirbeau nel 1884, Paul Arène ha collaborato attivamente con Alphonse Daudet alla scrittura delle cronache provenzali pubblicate da L'Événement e che furono in seguito raccolte sotto il titolo Les Lettres de mon moulin.
Nel 1868, Paul Arène scrisse quel che resta il suo capolavoro, Jean des Figues. Dopo il 1870 scrisse cronache, racconti, poesie, tra cui Le Tors d'Entrays, Le Clos des âmes, Le Canot des six capitaines, Au Bon Soleil e La Gueuse parfumée, due raccolte di racconti. Vennero in seguito La Chèvre d'or, poi Les Ogresses, Le Midi bouge e Domnine.